# Rally Villa de Llanes de 1991
El Rally Villa de Llanes de 1991, oficialmente 15.º Rally Internacional Villa de Llanes, fue la decimoquinta edición y la quinta cita de la temporada 1991 del Campeonato de España de Rally. Fue también puntuable para el campeonato de Asturias. Se celebró del 31 de mayo al 1 de junio.

## Clasificación final
| Pos. | Piloto               | Copiloto                      | Automóvil                  | Tiempo  | Diferencia |
| ---- | -------------------- | ----------------------------- | -------------------------- | ------- | ---------- |
| 1.   | Gustavo Trelles      | Ricardo Ivetich               | Lancia Delta Integrale 16V | 2:57:59 | 0.0        |
| 2.   | Pedro Javier Diego   | Icíar Muguerza                | Lancia Delta Integrale 16V | 2:59:47 | +1:48      |
| 3.   | Borja Moratal        | Arturo Fernández de la Puente | Opel Kadett GSI 16V        | 3:03:02 | +5:03      |
| 4.   | Juan Carlos Otamendi | José Alfredo Álvarez          | Ford Sierra RS Cosworth    | 3:05:31 | +7:32      |
| 5.   | Daniel Alonso        | Salvador Belzunces            | Ford Sierra RS Cosworth    | 3:07:01 | +9:02      |
| 6.   | Josep Arqué          | Josep María Ferrer            | Peugeot 309 GTI 16         | 3:07:55 | +9:56      |
| 7.   | Oriol Gómez          | Marc Martí                    | Peugeot 309 GTI 16         | 3:12:32 | +14:33     |
| 8.   | Francisco Cima       | Jacinto Martínez              | Renault Clio 16V           | 3:12:40 | +14:41     |
| 9.   | Fernando González    | Luis González                 | Renault Clio 16V           | 3:12:51 | +14:52     |
| 10.  | Bernardo Cardín      | Serafín Vaz                   | Lancia Delta Integrale 16V | 3:13:58 | +15:59     |